# Joburg Open
Le Joburg Open est un tournoi masculin de golf inscrit au Sunshine Tour et au Tour Européen PGA. Ce tournoi créé en 2007 se dispute à Johannesbourg (Afrique du Sud) sur les deux parcours du Royal Johannesburg and Kensington Golf Club (East Course et West Course).
L'Argentin Ariel Cañete (en) a remporté l'édition inaugurale en 2007 avec 266 coups (-19).
Formule de jeu : pro-am en strokeplay sur 72 trous avec 18 trous joués chaque jour.
Le tableau comprend 210 joueurs avec un cut au bout du 2e jour : les 65 joueurs (ou égalité avec le 65e) possédant les meilleurs scores continuent le tournoi.
S'il y a égalité en tête au bout des quatre jours, alors une mort subite départage les joueurs.

## Palmarès
| Année                      | Vainqueur                 | Pays           | Score     | Écart de victoire | Ultimes adversaires                                                                    |
| -------------------------- | ------------------------- | -------------- | --------- | ----------------- | -------------------------------------------------------------------------------------- |
| 2020                       | Joachim B. Hansen (en)    | Danemark       | 269 (−19) | 2 coups           | Wilco Nienaber (en)                                                                    |
| 2018-2019 : Pas de tournoi |                           |                |           |                   |                                                                                        |
| 2017 (Déc.)                | Shubhankar Sharma (en)    | Inde           | 264 (−23) | 3 coups           | Erik van Rooyen (en)                                                                   |
| 2017 (Fév.)                | Darren Fichardt (en)      | Afrique du Sud | 200 (−15) | 1 coup            | Stuart Manley (en) Paul Waring (en)                                                    |
| 2016                       | Haydn Porteous (en)       | Afrique du Sud | 269 (−18) | 2 coups           | Zander Lombard (en)                                                                    |
| 2015                       | Andy Sullivan             | Angleterre     | 270 (−17) | 2 coups           | Wallie Coetsee (en) David Howell Kevin Phelan (en) Jaco van Zyl (en) Anthony Wall (en) |
| 2014                       | George Coetzee (en)       | Afrique du Sud | 268 (−19) | 3 coups           | Tyrrell Hatton Jin Jeong (en) Justin Walters (en)                                      |
| 2013                       | Richard Sterne (en) (2/2) | Afrique du Sud | 260 (−27) | 7 coups           | Charl Schwartzel                                                                       |
| 2012                       | Branden Grace             | Afrique du Sud | 270 (−17) | 1 coup            | Jamie Elson (en)                                                                       |
| 2011                       | Charl Schwartzel (2/2)    | Afrique du Sud | 265 (−19) | 4 coups           | Garth Mulroy (en)                                                                      |
| 2010                       | Charl Schwartzel (1/2)    | Afrique du Sud | 261 (−23) | 6 coups           | Darren Clarke Keith Horne (en)                                                         |
| 2009                       | Anders Hansen (en)        | Danemark       | 269 (−15) | 1 coup            | Andrew McLardy (en)                                                                    |
| 2008                       | Richard Sterne (en) (1/2) | Afrique du Sud | 271 (−13) | Playoffs          | Magnus A. Carlsson (en) Garth Mulroy (en)                                              |
| 2007                       | Ariel Cañete (en)         | Argentine      | 266 (−19) | 2 coups           | Andrew McLardy (en)                                                                    |